# Anthurium remotigeniculatum
Anthurium remotigeniculatum är en kallaväxtart som beskrevs av Thomas Bernard Croat. Anthurium remotigeniculatum ingår i släktet Anthurium och familjen kallaväxter. Inga underarter finns listade.